# Talento Dorado de Itagüí
O Talento Dorado de Itagüí, ou apenas Talento Dorado, é um clube colombiano de futsal da cidade de Itagüí. Foi fundada em 2 de julho de 2011. Participa da Liga Colombiana de Futsal, que também é conhecida como Liga Argos. Representa também a seção de futsal do Itagüí Ditaires. Em 2012, foi campeão da Liga Colombiana, o que lhe garantiu vaga na Copa Merconorte de 2013, em que foi campeão e garantiu vaga na disputa da Copa Libertadores, em que jogou contra o campeão da Zona Sul. Os jogos seriam em dezembro de 2013, mas por problemas desconhecidos a equipe não pôde ir ao Brasil para jogar as finais. Chegou a ser declarado que a ADC Intelli seria campeã por W.O. mas a própria equipe brasileira solicitou que os jogos fossem remarcados para março de 2014. Os jogos foram realizados nos dias 26 e 27 de março de 2014, e a ADC Intelli foi campeã vencendo os dois jogos em Orlândia, e o Talento Dorado ficou com o vice.

## Títulos
- Copa Merconorte: 2013
- Liga Colombiana de Futsal: 2012, 2013

### Campanhas de destaque
- Vice-campeão do Campeonato Sul-Americano de Clubes de Futsal: 2013